# Aquila non capit muscas
Aquila non capit muscas é um provérbio em latim, traduzido como A águia não apanha moscas.
Esta é a divisa do cavaleiro Jean d'Andigné, que participou da cruzada de 1190, e cujas armas estão na sala dos cruzados do palácio de Versailles.
A frase costuma ser atribuída a Erasmo de Rotterdam, em Adágios, 3.2.65 [carece de fontes?]
A frase é o motto de Sir William Drake de Ashe, em Devonshire.
Segundo Hugh Moore, cuja fonte é o M. Donald's Dictionary, Casti, um poeta italiano, que vivia na corte de Catarina, a Grande, imperadora da Rússia, escreveu um poema satírico (Poema Tartara) sobre a czarina e seus favoritos, e teve que fugir para a corte de José II da Áustria. Quando este monarca perguntou se ele não temia ser punido lá assim como na Rússia, por ter insultado uma amiga e aliada, o bardo respondeu com a frase Aquila non capit muscas.